# Euonymus acanthocarpus
Euonymus acanthocarpus är en benvedsväxtart som beskrevs av Adrien René Franchet. Euonymus acanthocarpus ingår i släktet Euonymus och familjen Celastraceae. Utöver nominatformen finns också underarten E. a. lushanensis.